# Nomada dentariae
Nomada dentariae là một loài Hymenoptera trong họ Apidae. Loài này được Robertson mô tả khoa học năm 1903.